# زنباء صبغية
زنباء صبغية (الاسم العلمي:Pangonius pictus) هو نوع من الحشرات يتبع جنس الزنباء من الفصيلة النعرية.